# Rory Stewart

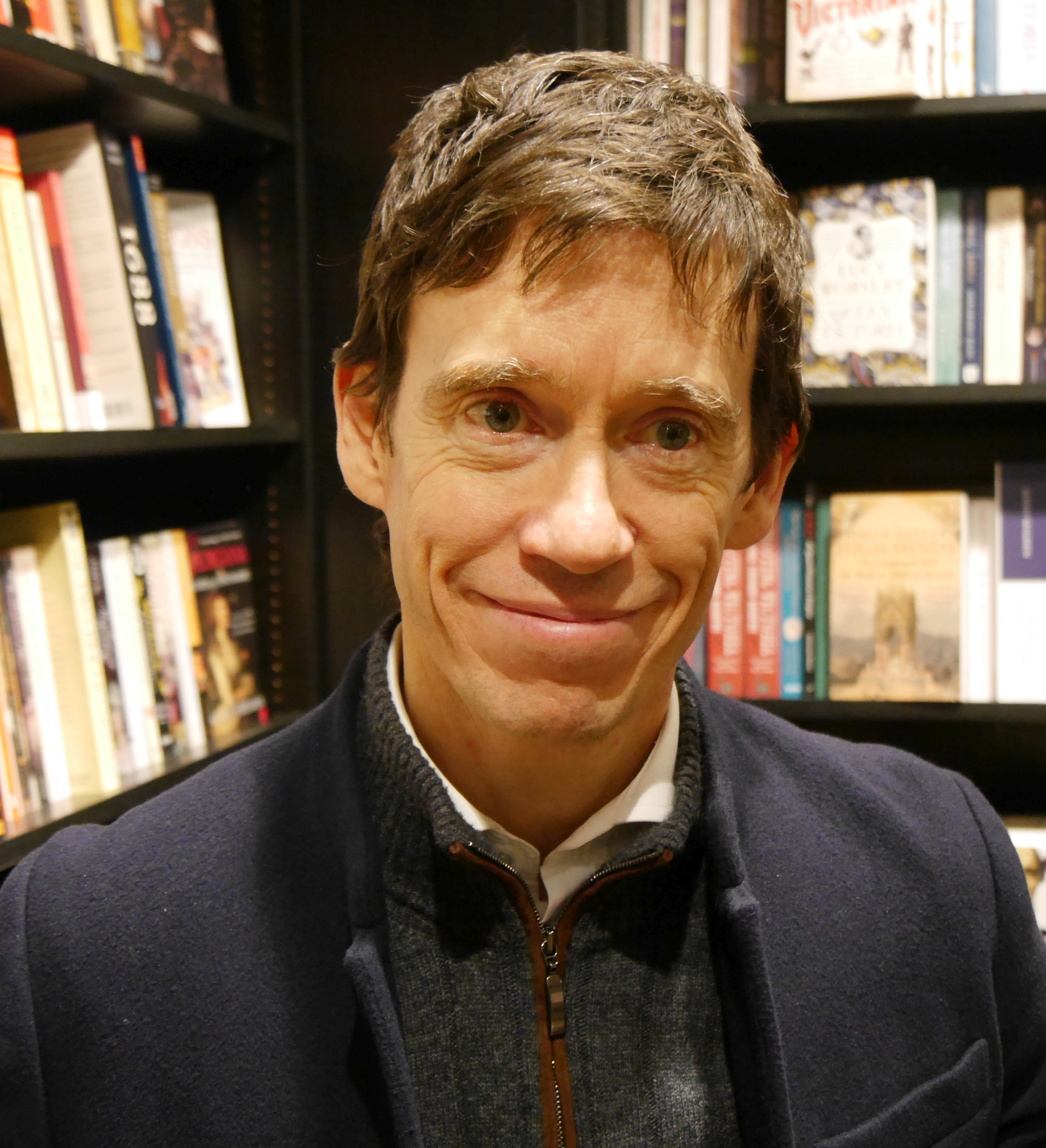
Rory Stewart (2023)

Roderick James Nugent „Rory“ Stewart, OBE, FRSL, MP (* 3. Januar 1973 in Hongkong) ist ein schottischer Akademiker, Schriftsteller und Politiker. Er war bis September 2019 Mitglied der Conservative Party und saß von Mai 2010 bis November 2019 im House of Commons für den Wahlkreis Penrith and The Border in der Grafschaft Cumbria im Nordwesten Englands. Von Mai bis Juli 2019 war er Entwicklungshilfeminister im Kabinett von Theresa May.

## Leben
Als Sohn eines schottischen Diplomaten in Malaysia aufgewachsen, besuchte Stewart das Eton College. An der University of Oxford studierte er Geschichte, Philosophie, Politik und Wirtschaft. Die Prinzen William und Harry nahmen bei ihm Nachhilfeunterricht. Kurzzeitig diente er als Second Lieutenant der Black Watch (Royal Highland Regiment) in der British Army. In den 1990er-Jahren war Stewart für das Außenministerium (oder den Geheimdienst) in Indonesien, Osttimor und Montenegro tätig. Nach dem Dritten Golfkrieg wurde er für zwei Jahre in den Irak entsandt, um zwischen den verfeindeten Stämmen zu verhandeln, Wahlen zu organisieren und Projekte der Entwicklungshilfe voranzutreiben. Darüber schrieb er das Buch The Prince of the Marshes. Anschließend lebte er drei Jahre in Kabul, wo er einer Stiftung von König Charles III. half, die Wasser- und Elektrizitätsversorgung wiederherzustellen, Schulen und Krankenhäuser zu öffnen und die Finanzen zu regeln. 32 Tage lang durchwanderte er allein Afghanistan. Die Eindrücke verarbeitete er in seinem Buch So weit die Knie tragen (englisch The Places in Between).
Ab Juli 2016 war Stewart Staatssekretär im ersten Kabinett von Theresa May. Als Verteidigungsminister Gavin Williamson am 1. Mai 2019 überraschend entlassen und durch Penny Mordaunt ersetzt wurde, nominierte ihn die Premierministerin für Mordaunts bisherigen Posten als Minister für Entwicklungshilfe und Gleichstellung. Ende Mai 2019 trat May aber wegen der Debatte um den Brexit zurück, und Stewart schloss aus, mit Boris Johnson, einem der Bewerber für ihre Nachfolge, zusammenarbeiten zu können. Stewart wurde ebenfalls als möglicher Nachfolger gehandelt, Kenneth Clarke und die BBC hielten ihn für den (bei weitem) besten Kandidaten. Er scheiterte aber Mitte Juni 2019 beim Auswahlverfahren seiner Partei gegen seine Mitbewerber Johnson, Jeremy Hunt, Michael Gove und Sajid Javid. Aufgrund der Debatte um den Brexit wurde Stewart aus der Parlamentsfraktion der Conservative Party ausgeschlossen. Die Information darüber erhielt er per SMS.
Stewart verkündete Anfang Oktober 2019, dass er bei den nächsten Wahlen zum House of Commons nicht mehr für seinen Wahlbezirk antreten werde, für den dann stattdessen Neil Hudson als konservativer Bewerber ins Parlament gewählt wurde. Stattdessen wollte er sich bei den Londoner Bürgermeisterwahlen 2020 als parteiloser Kandidat bewerben. Im Mai 2020 zog er seine Kandidatur zurück. Angesichts der COVID-19-Pandemie war die Wahl verschoben worden, und Stewart erklärte, er könne mit seinem Team aus Freiwilligen keinen so langen Wahlkampf führen.
Stewart spricht elf Sprachen. Gemeinsam mit dem ehemaligen Labour-Vordenker Alastair Campbell macht er seit März 2022 den Podcast The Rest is Politics, dieser wird mittlerweile zu den führenden britischen Podcasts gezählt. Die beiden politischen Gegner diskutieren zweimal wöchentlich über aktuelle Fragen und interviewen einmal wöchentlich prominente Gäste.

## Werke
- The Prince of the Marshes. Harcourt 2006. ISBN 0-15-101235-0.
- The Places in Between (So weit die Knie tragen). Picador 2006. ISBN 0-15-603156-6
- mit Gerald Knaus: Can Intervention Work? Amnesty International Global Ethics Series. W. W. Norton & Co. 2011. ISBN 0-393-08120-6.
- How Not to Be a Politician: A Memoir. Penguin, New York 2023, ISBN 978-0-593-30032-9.